# 汀恩·帕爾默
汀恩·威廉斯·帕爾默（英語：Dean William Palmer，1968年12月27日—），為前美國職棒大聯盟的三壘手，生涯曾效力於遊騎兵、皇家與老虎等隊。
1991年，他僅出賽60場比賽就敲出22轟。隔年他更是開季前3場比賽都有敲出全壘打。
帕爾默在1998年入選唯一一次的明星賽，1998年和1999年都拿下銀棒獎。
在生涯後期，帕爾默因為傷勢影響導致出賽數都不超過100場，最後他在2003年引退。2005年，他試圖在老虎小聯盟東山再起。不過他最後並未入選開幕戰名單，只好再次退休。
目前帕爾默在林肯高中的棒球隊擔任助教。

## 外部連結
- 球員資訊和成績在MLB，ESPN，Baseball-Reference，Fangraphs（英文）